# Donna nel fango
Donna nel fango (The Woman in Question) è un film britannico del 1950, diretto da Anthony Asquith.
Negli Stati Uniti il film è uscito nel 1952 con il titolo Five Angles on Murder.

## Trama
Scotland Yard sta indagando sull'omicidio di una chiromante rinvenuta strangolata.
Da cinque testimonianze ricevute viene ricostruita la personalità della vittima: sensuale, poco onesta, avida di denaro,sempre pronta ad ingannare.